# Паркер, Пол (певец)
Пол Па́ркер (англ. Paul Parker, род. ок. 1959[уточнить]) — американский поп-/хай-энерджи-исполнитель из Сан-Франциско, имевший кратковременную популярность в 1980-х годах.

## Карьера
Начал музыкальную карьеру с участия в одной из местных кавер-групп. Осенью 1979 года Паркер познакомился с музыкантом и композитором электронной музыки Патриком Коули, с которым в 1982 году записал сингл «Right on Target», исполненный в стиле Hi-NRG. Песня заняла первое место в чарте «Billboard Dance/Disco Top 80», и в 1983 году вошла в первый альбом музыканта «Too Much to Dream». Второй сингл с альбома, «Shot in the Night», стал 15-м в том же хит-параде.
В 1987 году песня Паркера «One Look (One Look Was Enough)» в очередной раз вошла на первую строчку танцевального чарта «Billboard». Все прочие работы исполнителя не имели большого успеха у слушателей.

## Дискография

### Альбомы
- «Too Much to Dream» (1983)
- «Destiny» (1995)
- «Take It From Me» (2010)
- «The Man That Fell To Earth» (2017)

### EP
- «Superman» (2013)

### Компиляции
- «The Collection (2CD)» (1991)

### Синглы
- «Welcome to Freedom» (1981)[уточнить]
- «Right on Target» (1982) —  US Dance #1[5]
- «Tech-No-Logical World» (1982)
- «Shot in the Night» (1983) —  US Dance #15[7]
- «Love’s on the Line» (1983)
- «Too Much to Dream» (1983) — кавер на песню группы The Electric Prunes
- «Desire» (1984)
- «Don’t Play With Fire» (1985)
- «Time After Time» (1986) — кавер на песню Синди Лопер
- «Stranger (In a Strange Land)» (1986)
- «Ready Or Not» (1986)
- «One Look (One Look Was Enough)» (1987) —  US Dance #1[8]
- «Wicked Game» (1992)
- «Abracadabra» (1992)
- «Drive» (1993)
- «With Or Without You» (1993)
- «Right On Target '95» (1995)
- «Riders On The Storm» (1995)
- «Can U Feel The Love Coming» (1996)
- «I Finally Found Someone» (1997)
- «Don’t Stop (What You’re Doin’ To Me)» (2009)
- «Out Of Control» (2011)
- «Rock That Boogie» (2022)

Промосинглы:
- «Just Hold On To Love» (2007)